# رماد الزريبة (فلم)
رماد الزريبة هو فيلم دراما مغربي صدر سنة 1976، من إخراج محمد الركاب، وعبد القادر لقطع، ومن بطولة محمد الحبشي، وأحمد الناجي، وصلاح الدين بنموسى، وشفيق السحيمي، وعائشة سعدون، وبوشعيب الهلالي.

## القصة
مجموعة من المغاربة من الجنوب وعلى رأسهم عبد القادر يقررون الرحيل إلى الدار البيضاء حيث يتصورون أن الحلم هناك ويمكن تحقيقه ويتخيلون أن الأموال هناك سهلة المنال، يصلون إلى الرباط وهناك يُصدمون بالواقع ويكتشفون أن لكل شيء ثمنه البالغ القسوة فيدفعونه من دمائهم ويقررون الرجوع إلى الجنوب إلى قبيلتهم من اليوم.

## وصلات خارجية
- مقالات تستعمل روابط فنية بلا صلة مع ويكي بيانات